# Snow White (film, 1916)
Pour les articles homonymes, voir Snow White.
 Snow White est un film américain réalisé par J. Searle Dawley et sorti en 1916.

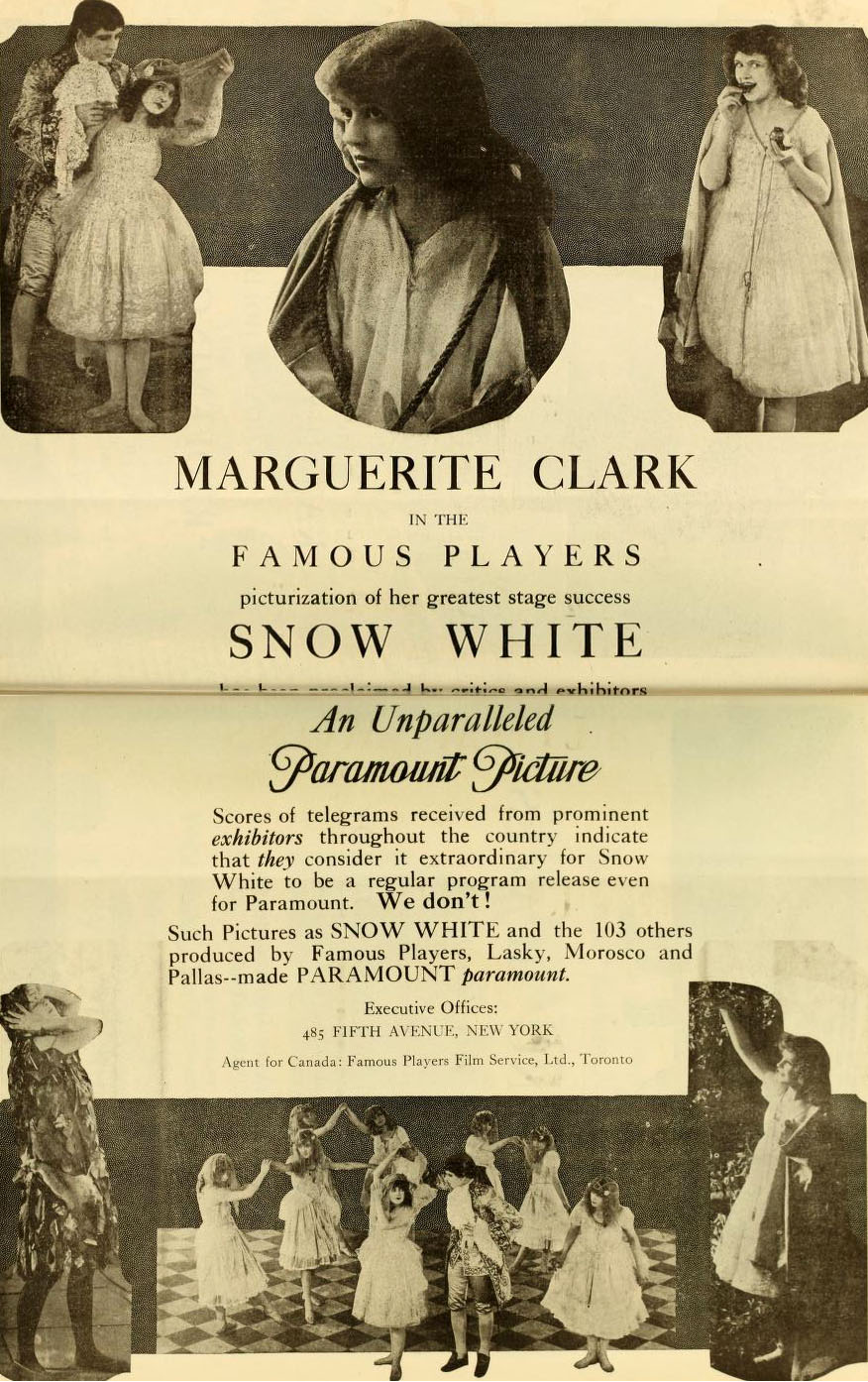
Réclame pour le film dans Moving Picture World.

Walt Disney a vu ce film alors qu'il avait quinze ans, ce qui l'a fortement influencé pour le choix du sujet et la réalisation de son premier long métrage Blanche-Neige et les Sept Nains.

## Fiche technique
- Réalisation :  J. Searle Dawley
- Scénario : Winthrop Ames d'après sa pièce de Broadway Snow White and the Seven Dwarfs, elle-même adaptée de l'histoire des Frères Grimm
- Producteur : 	H. Lyman Broening
- Photographie : H. Lyman Broening
- Société de production : Famous Players Film Company
- Distributeur : Paramount Pictures
- Durée : 6 bobines[2]
- Date de sortie :
  - USA : 25 décembre 1916

## Distribution
- Marguerite Clark : Snow White
- Creighton Hale : Prince Florimond
- Dorothy Cumming : la reine Brangomar
- Lionel Braham : Berthold the Huntsman
- Alice Washburn : Witch Hex
- Richard Barthelmess : Pie Man
- Arthur Donaldson : le Roi
- Irwin Emmer : un nain
- Billy Platt : un nain
- Herbert Rice : un nain
- Jimmy Rosen : un nain